# Gehyra punctata
Gehyra punctata là một loài thằn lằn trong họ Gekkonidae. Loài này được Fry mô tả khoa học đầu tiên năm 1914.